# Kazimierówka (powiat chełmski)
Kazimierówka – kolonia w Polsce położona w województwie lubelskim, w powiecie chełmskim, w gminie Żmudź.
W latach 1975–1998 miejscowość należała administracyjnie do województwa chełmskiego.
Kolonia jest sołectwem w gminie Żmudź. Według Narodowego Spisu Powszechnego z roku 2011 wieś liczyła 29 mieszkańców i była dziewiętnastą co do liczby ludności miejscowością gminy.
Wierni Kościoła rzymskokatolickiego należą do parafii Wniebowzięcia Najświętszej Maryi Panny w Klesztowie.